# Der Koch, der Dieb, seine Frau und ihr Liebhaber
Der Koch, der Dieb, seine Frau und ihr Liebhaber ist ein Film aus dem Jahr 1989 von Peter Greenaway (Drehbuch und Regie), mit Richard Bohringer, Michael Gambon, Helen Mirren und Alan Howard in den Titelrollen. Der Film ist eine schwarze Komödie, deren Handlung in einem edlen Lokal, der Wirkungsstätte des Kochs Richard beginnt. Der „Dieb“ Albert ermöglicht dem Küchenchef kulinarische Experimente und lässt sich mit seiner Bande und seiner kultivierten Frau in einem separaten Raum bewirten. Seiner Frau ist Albert nicht nur wegen seines Verhaltens zuwider, so dass sie sich einer Affäre mit einem Intellektuellen hingibt. Als Albert den Nebenbuhler brutal ermorden lässt, nimmt seine Frau gemeinsam mit dem Koch Rache.
Jean-Paul Gaultier entwarf die Kostüme, Michael Nyman schrieb die Musik und Giorgio Locatelli, ein englischer Fernsehkoch, stellte die Gerichte her.

## Handlung
Albert Spica ist ein reicher, gewalttätiger Gangster und Miteigentümer des französischen Restaurants „Le Hollandais“, in dem er und seine Bande jeden Abend essen und trinken. Obwohl Spica den Anspruch hat, ein Feinschmecker zu sein, hat er in Wahrheit kein Gespür für gutes Essen. Sein Geschmack ist derb, er selbst gewalttätig und beleidigend gegenüber den anderen Gästen sowie den Bediensteten. Spicas Frau Georgina wird regelmäßig von ihm missbraucht und ist entsetzt von ihm. Sie kann sich aber nicht von ihm trennen, da sie seine Brutalität fürchtet. Jedoch lernt sie einen anderen Stammgast des Restaurants, den feingeistigen Michael, kennen. Mit dem Einverständnis des Kochs Richard benutzen sie die Küche des Restaurants für ihre sexuellen Treffen.
Als Albert von der Affäre erfährt, schwört er, Michael erst zu töten, um ihn dann zu kochen und zu verzehren. Michael und Georgina gelingt mit Hilfe von Richard die Flucht in Michaels Buchlager, in dem er lebt, doch Albert findet das Versteck durch einen Adresshinweis in einem Buch. Während Georgina einen Küchenjungen, der von Albert gefoltert und schwer verletzt wurde, im Krankenhaus besucht, sorgt Albert dafür, dass Michael brutal getötet wird. Georgina findet Michael, der gezwungen worden war Buchseiten zu essen, bis er daran erstickt war.
Georgina kehrt ins Restaurant zurück und bittet den Koch Richard darum, Michaels Körper fachmännisch zuzubereiten. Zuerst lehnt er ab, weil er denkt, Georgina wolle ihren toten Geliebten essen. Als sie jedoch erklärt, dass sie Albert zwingen wolle, Michael – wie angekündigt – zu essen, erklärt er sich einverstanden. In einem großen Ofen bereitet er Michael am Stück zu. Albert traut seinen Augen kaum, als ihm sein knusprig gebratener Nebenbuhler serviert wird.
Georgina will ihn diesmal nicht entkommen lassen – sie hat weitere Opfer ihres Mannes eingeladen und richtet eine Schusswaffe auf ihn. Als Albert zögert, schlägt sie ihm mit vorgehaltener Waffe vor: „Probier den Schwanz“ (im englischen Original cock). Albert ziert sich nur kurz, dann schneidet er mit zitternden Händen ein Stückchen ab und nimmt einen Bissen von Michaels Fleisch. Daraufhin erschießt ihn Georgina und nennt ihn dann „Kannibale“.

## Filmische Mittel

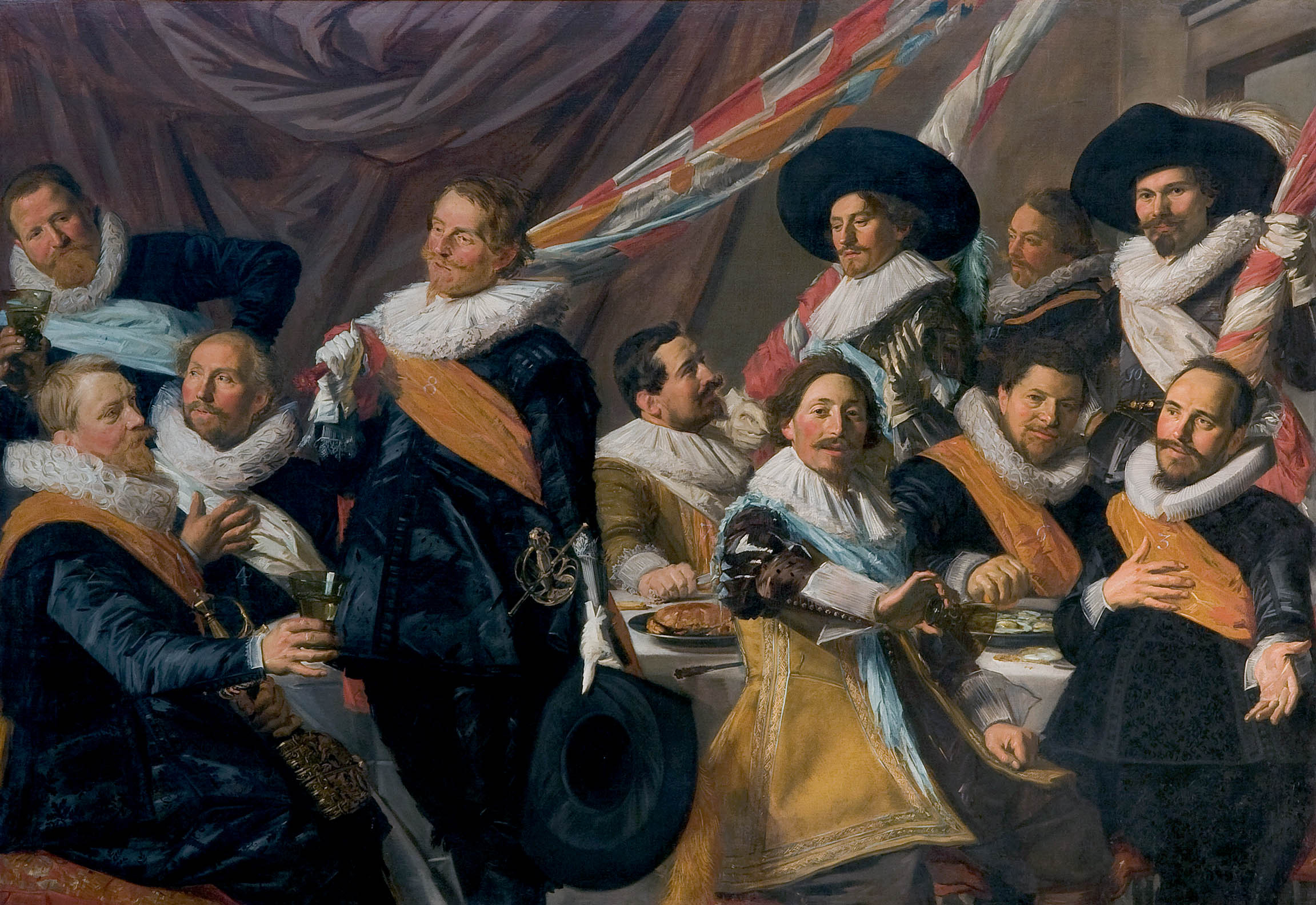
Gespeist wird unter Frans Hals Gemälde Festmahl der Offiziere der St.-Hadrian-Schützengilde von Haarlem, 1633

Der Film spielt zum überwiegenden Teil in oder vor dem Restaurant und wirkt dadurch wie ein Kammerspiel. Lange Kamerafahrten innerhalb der ausladenden Räume und von einem Raum zum nächsten unterstützen den Eindruck. Zum Schluss fällt ein Vorhang, bevor der Abspann startet. Die Räume des Restaurants sind von unterschiedlichen Farben dominiert – die Küche grün, das Restaurant rot und die Toilette weiß –, die Szenen draußen auf der Straße in Blau. Die Kleidung von vielen Akteuren ändert beim Übergang von einem Raum in den nächsten ihre Farbe, am auffälligsten bei Georgina, die im Restaurant ein rotes Kleid trägt, auf der Toilette jedoch ein weißes und in der Küche ein grünes. Bei Albert und anderen wechseln oftmals nur einzelne Teile wie Hemd, Krawatte oder Schärpe die Farbe. Michaels Kleidungsfarbe verändert sich nicht beim Wechsel des Raumes, im Gegenteil, seine Präsenz in der Toilette wird durch leichtes Einfärben des Lichtes untermalt. Auch wechselnde Musik korrespondiert mit den gezeigten Räumen. Weitere Handlungsorte des Films sind nur das Krankenhaus und Michaels Buchladen, dem die Farbe Braun zugeordnet ist.
Sprachlich dominieren vor allem zu Beginn Alberts Monologe, in denen er seine Weltansichten offenlegt, während die (sexuelle) Beziehung zwischen Michael und Georgina ohne Worte stattfindet. Dieses wird im Film selbst thematisiert, als Michael sagt, er habe einmal einen Film gesehen, in dem der Hauptdarsteller die erste halbe Stunde kein Wort gesprochen habe; als er es dann doch tat, habe er nach fünf Minuten das Interesse verloren.

## Interpretation
Der Film entstand in einer Zeit, in der das Ende von Margaret Thatchers Zeit als britische Premierministerin näherkam, während die Kraft der alten klassenbasierten Eliten in Regierung und Geschäftswelt zugunsten von Leuten erodierte, die finanziell erfolgreich waren. Steinberg sieht den Film als „Abrechnung […] mit dem Thatcherismus seiner Zeit [als] einer Spielform des Kapitalismus, die Greenaway gleichsetzt mit Verbrechertum“.

## Versionen
Die ursprüngliche Länge des Films betrug 124 Minuten. Er war zuerst X-rated, später als NC-17 bewertet. Zwei Versionen des Films wurden in den 1990ern auf VHS veröffentlicht: Eine geschnittene, als R-restricted bewertete 95-minütige Version und die Originalversion.

## Rezeption
Auf Rotten Tomatoes sind 86 Prozent der 51 Reviews positiv und durch über private 10.000 Bewertungen wurde eine Empfehlungsrate von 88 Prozent generiert.
Die Redaktion von Cinema, bezeichnet den Film als Kunstschocker und vergibt fünf von fünf Punkten für die „delikate Rachegeschichte“, die „nichts für schwache Mägen“ sei.
Die Filmdatenbank OFDb.de bezeichnet Greenaways Werk als einen Film, „der den Zuschauer anzieht und anwidert, fesselt und abstößt“. Der Koch, der Dieb, seine Frau und ihr Liebhaber sei „schwer in Worten zu fassen. Seine visuelle Ausrichtung ist sehr ausgeprägt und komplex und so lautet die einfache Empfehlung: Anschauen!“
Der katholische Filmdienst, ist weniger überzeugt und bezeichnet, den Film als eine „manieristisch gedehnte, mit eigenwilliger Ästhetik gestaltete Rachetragödie nach Vorbildern des jakobäischen Dramas, die in physischer Direktheit auf stilisierte, aber dennoch krasse Schockelemente zurückgreift. Ein hermetisches, grausiges Bild eines zerstörerischen, selbstbezogenen und sinnlosen Kosmos.“

## Auszeichnungen
Der Film erhielt 1989 vier Sitges-Awards, in den Kategorien Bestes Drehbuch, Bester Schauspieler (Michael Gambon), Beste Regie und Beste Cinematografie. Darüber hinauis wurde er 1990 von der Chicago Film Critics Association zum Besten fremdsprachigen Film gewählt.
Noch über 30 Jahre nach seiner Erstveröffentlichung wird der eigenwillige Film auf Festivals gezeigt, wie beispielsweise 2020 auf der Berlinale.

## Popkulturelle Zitate
Der Filmtitel wurde in abgewandelter Form vielfach aufgegriffen.
- Die 18. Staffel der Simpsons beginnt mit der Folge The Mook, the Chef, the Wife and Her Homer (deutsch: Der Koch, der Mafioso, die Frau und ihr Homer).
- Im Computerspiel The Curse of Monkey Island gibt es das Kapitel Der Barkeeper, die Diebe, seine Tante und ihr Liebhaber.[8]
- Das Videospiel Grand Theft Auto III enthält eine Reihe von vier Aufträgen, deren Namen auf dem Titel des Films basieren: „The Crook“, „The Thieves“, „The Wife“ und „Her Lover“. In den Aufträgen geht es um Marty Chonks, einen Hundefutterfabrikeigentümer, der seine Opfer in seine Fabrik lockt, um aus ihnen Hundenahrung zu machen.
- Die Alternative-Rock-Band Chumbawamba veröffentlichte 1994 auf ihrem Album Anarchy den Titel Georgina, dessen Text sich auf den Film bezieht.[9]